# As I Lay Dying (film 2013)
As I Lay Dying è un film del 2013 scritto, diretto ed interpretato da James Franco.
Il film è la trasposizione cinematografica del romanzo Mentre morivo di William Faulkner, pubblicato nel 1930.

## Trama
Basato sul classico del 1930 di Faulkner, è la storia della morte di Addie Bundren e la ricerca della sua famiglia per onorare il suo desiderio di essere sepolta nella vicina città di Jefferson.

## Produzione
Le riprese del film iniziano nell'ottobre 2012 e si svolgono nella città di Canton, nel Mississippi.

## Distribuzione
Il primo trailer del film viene pubblicato online il 13 maggio 2013.
Il film è stato presentato alla 66ª edizione del Festival di Cannes nella sezione fuori concorso Un Certain Regard.

## Premi e riconoscimenti
- 2013 - Festival di Cannes
  - Candidatura nella sezione Un Certain Regard